# Bagisara gustata
Bagisara gustata là một loài bướm đêm trong họ Noctuidae.